# Gare de Nørreport
 (novembre 2021).
Si vous disposez d'ouvrages ou d'articles de référence ou si vous connaissez des sites web de qualité traitant du thème abordé ici, merci de compléter l'article en donnant les références utiles à sa vérifiabilité et en les liant à la section « Notes et références ».
La gare de Nørreport (en danois : Nørreport Station) est une importante gare ferroviaire souterraine de Copenhague. Elle est située au centre de la ville dans le quartier d'Indre By, c'est-à-dire au nord-ouest du centre-ville historique de Copenhague.
La gare est desservie par des trains InterCity, ainsi que par le S-tog (le réseau express régional de la Métropole de Copenhague). Elle est la gare de correspondance la plus fréquentée de la capitale. C'est également la gare la plus fréquentée du Danemark avec une moyenne de 165 000 passagers quotidiens.

## Histoire
La gare souterraine de Nørreport est mise en service le 1er juillet 1918 lors de l'ouverture du tunnel ferroviaire qui relie la gare d'Østerport et la Gare centrale de Copenhague. Elle est nommée d'après l'ancienne porte de ville Nørreport, dont elle occupe l'ancien emplacement. En 1934 elle est desservie par le réseau régional S-tog.
Au mois d'octobre 2002, elle dispose d'une correspondance souterraine avec le Métro de Copenhague.

## Service des voyageurs

### Accueil
Les accès à la gare souterraine sont situés sur le large boulevard Nørre Voldgade

### Desserte
La gare est desservie par les trains des lignes A, B, Bx, C, E et H du S-tog qui est le Réseau express régional de la communauté urbaine de Copenhague. Elle est également desservie par des trains InterCity, des trains régionaux vers l'île de Seeland et le sud de la Suède (le réseau de l'Øresundståg) vers les villes de Göteborg et de Malmö. Elle permet également de rejoindre la gare centrale de Copenhague.

installations et desserte
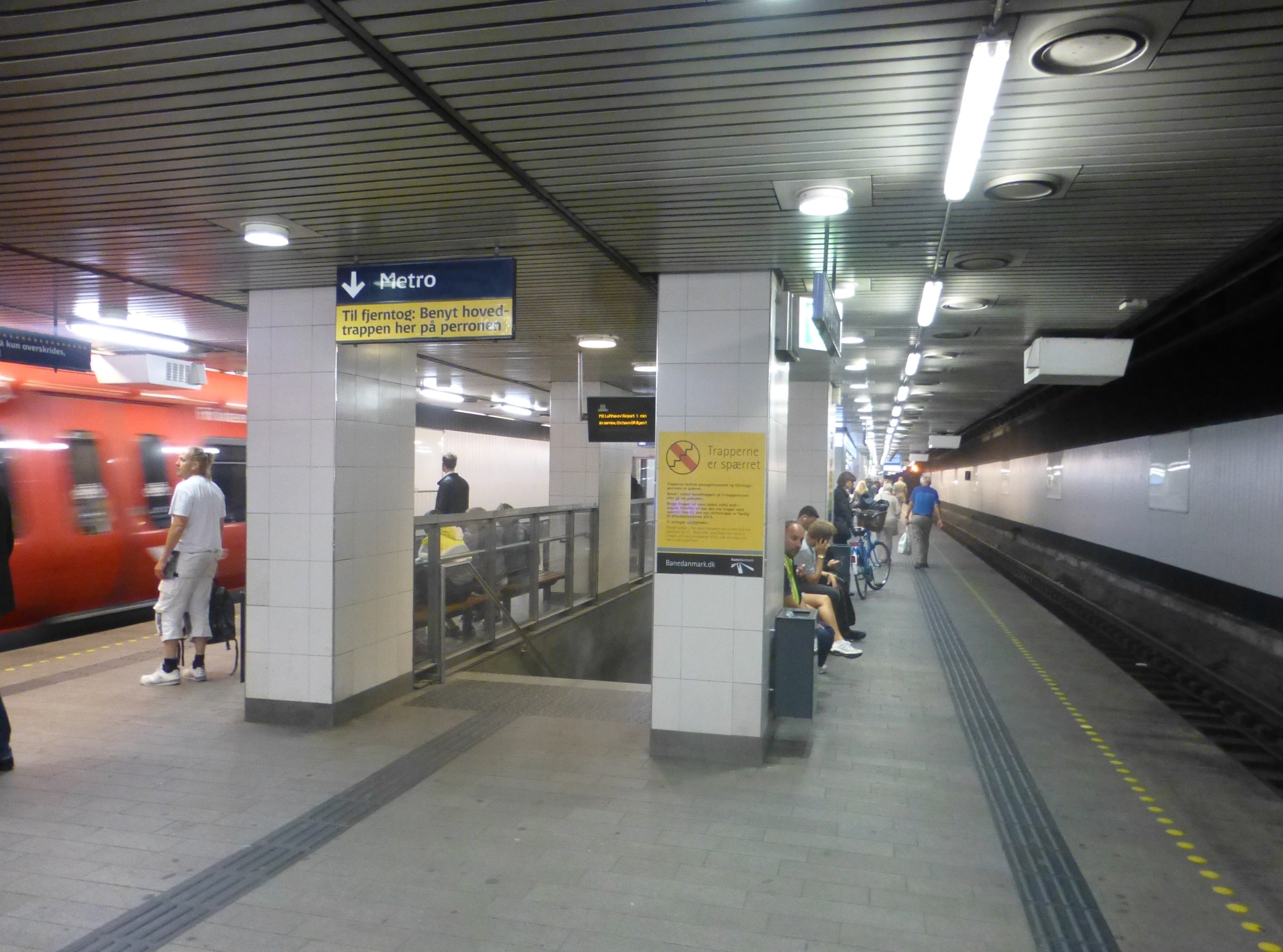
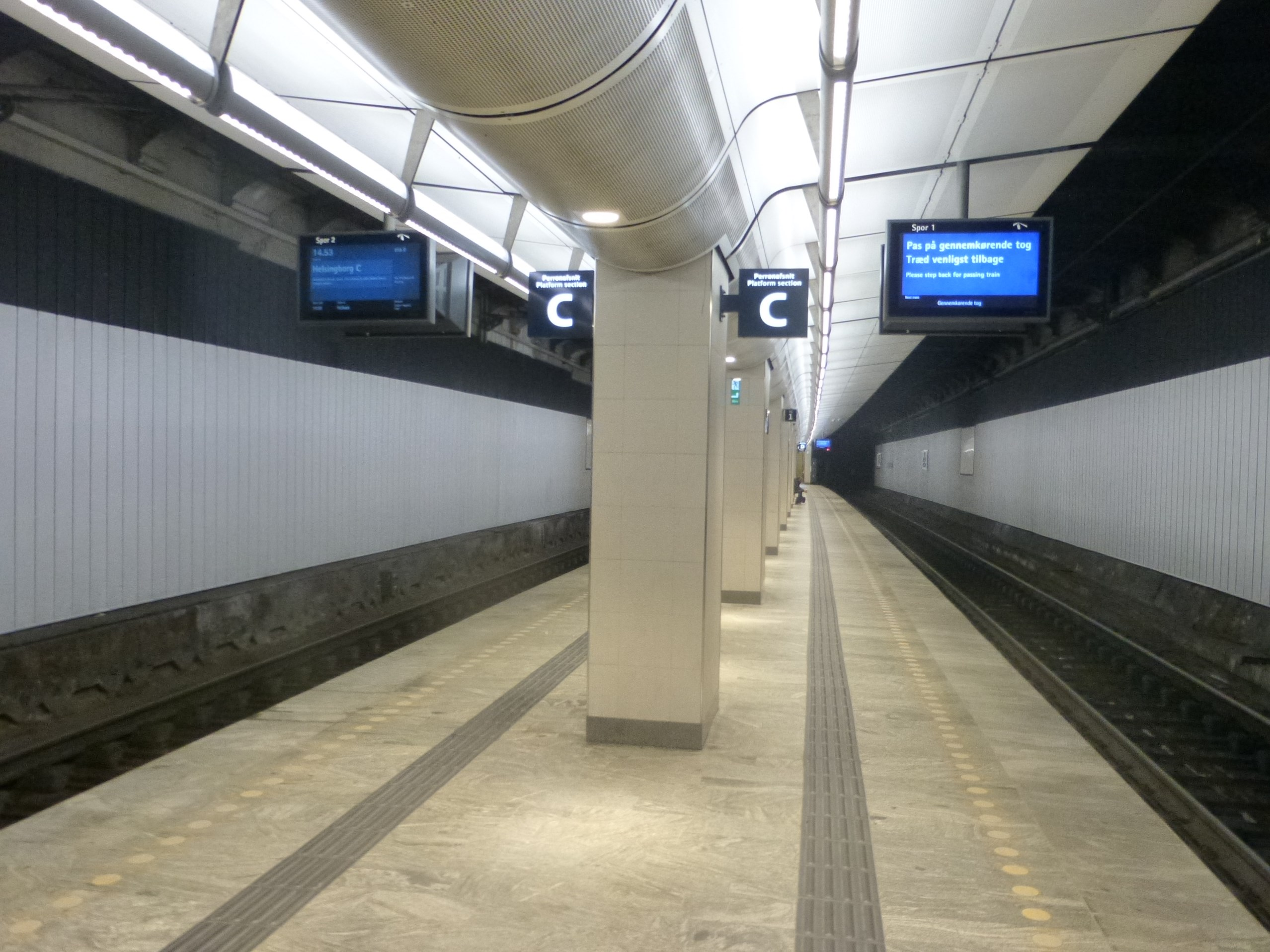
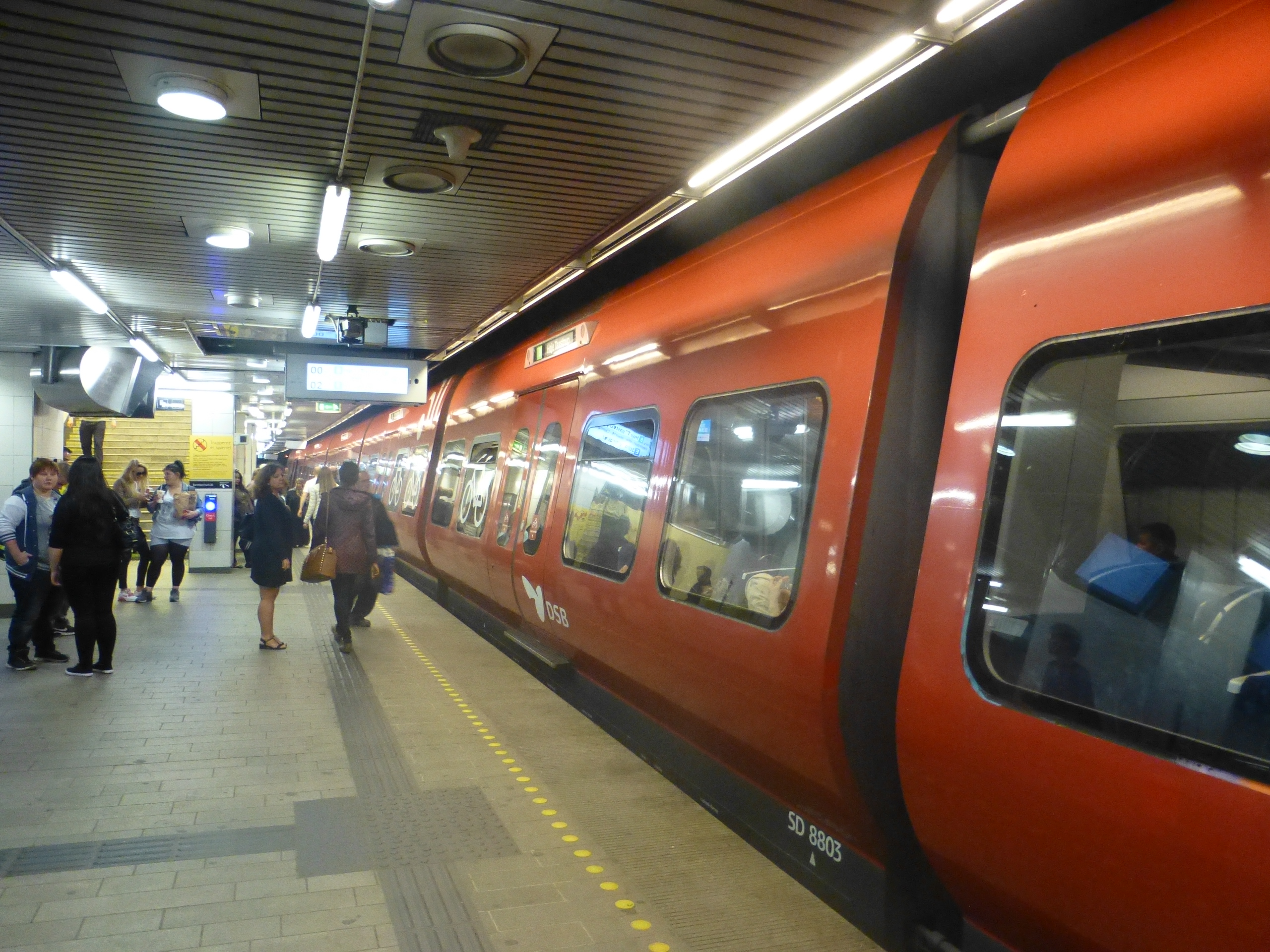

### Intermodalité
Un important parking à vélos est aménagé aux abords de l'entrée de la gare. Elle est desservie par les rames des lignes M1 et M2 du métro de Copenhague.
En surface elle est desservie par des bus du réseau de la ville.

installations intermodalité
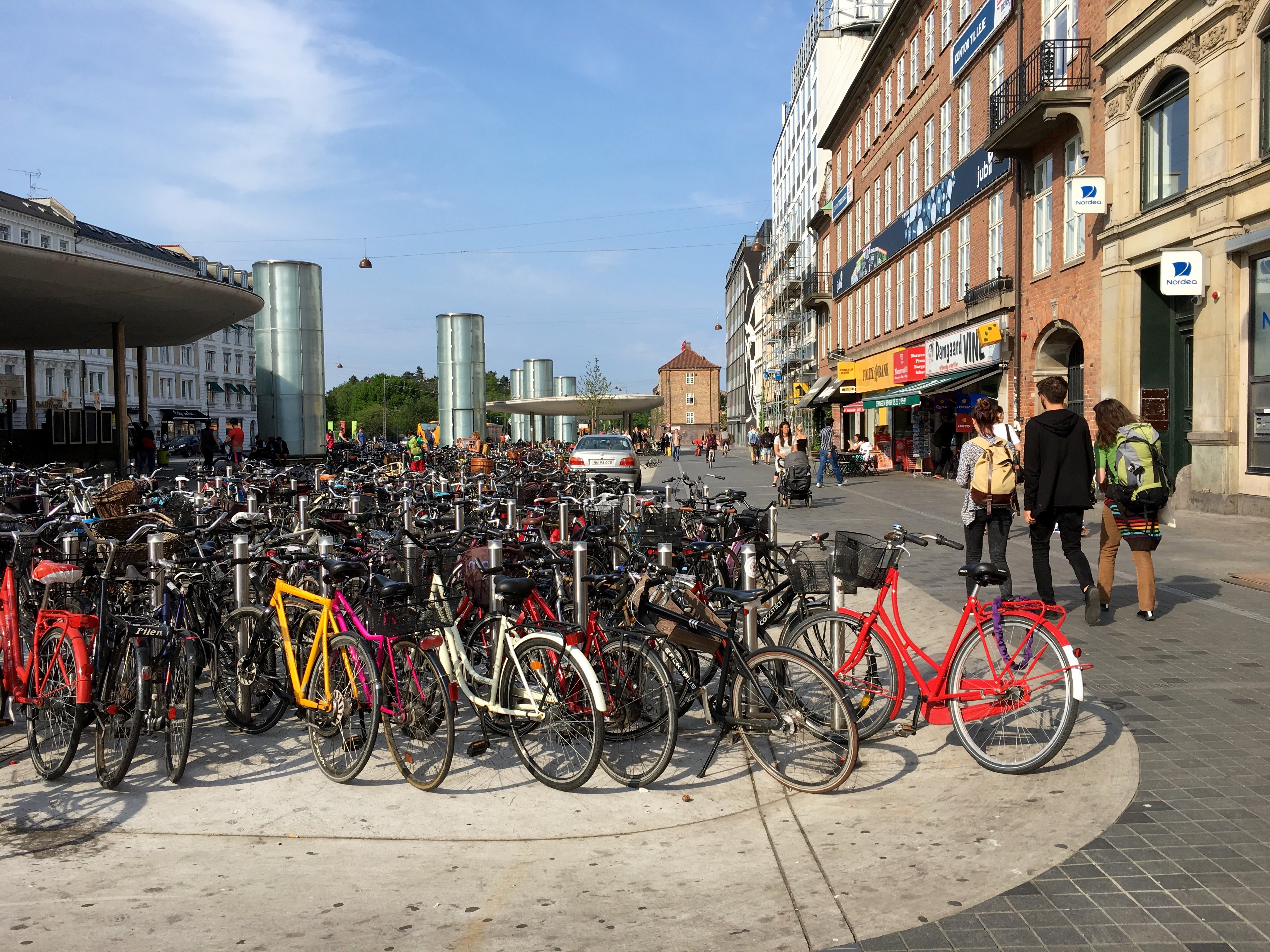
Parc à vélos.
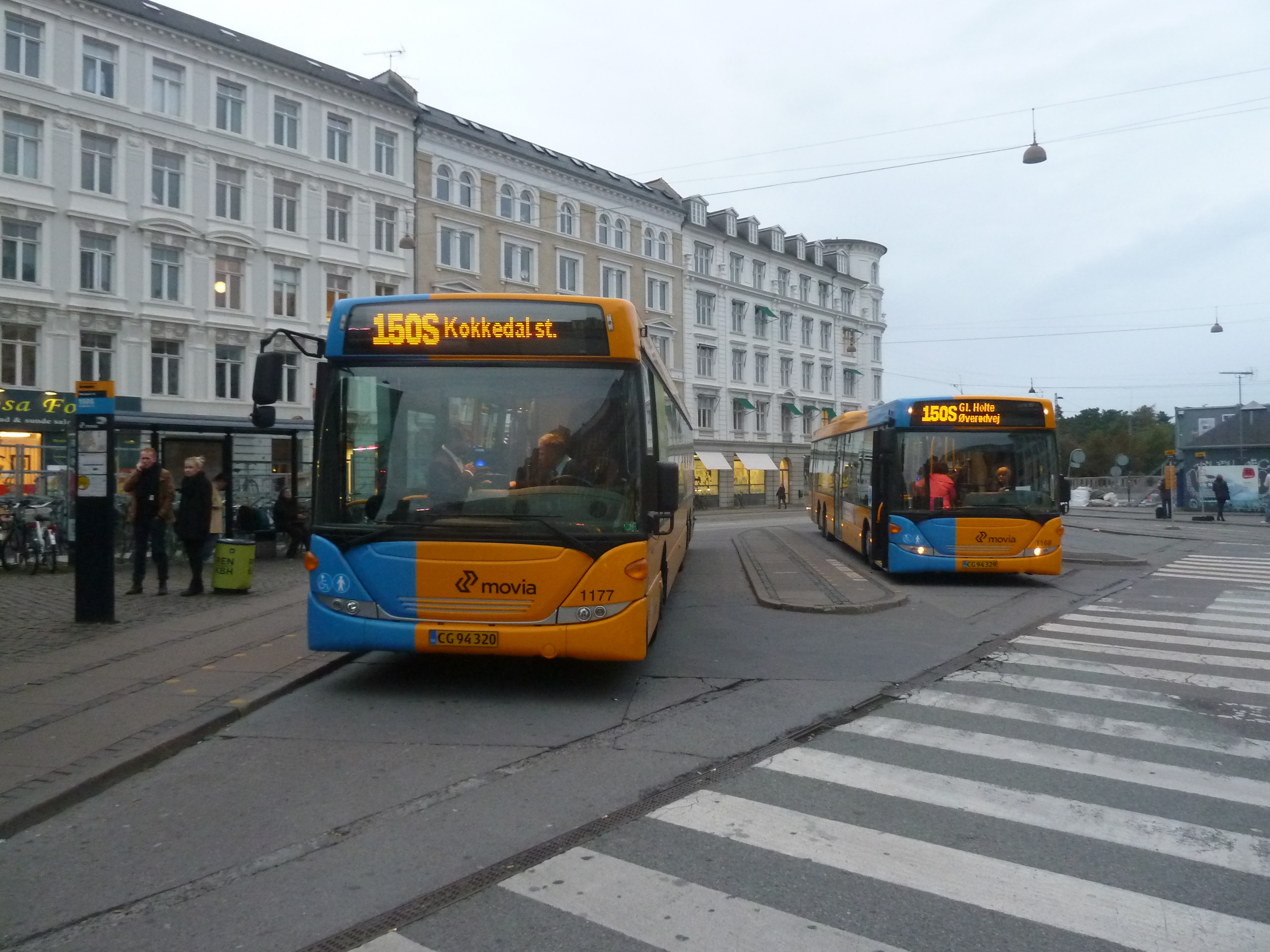
Station de bus.
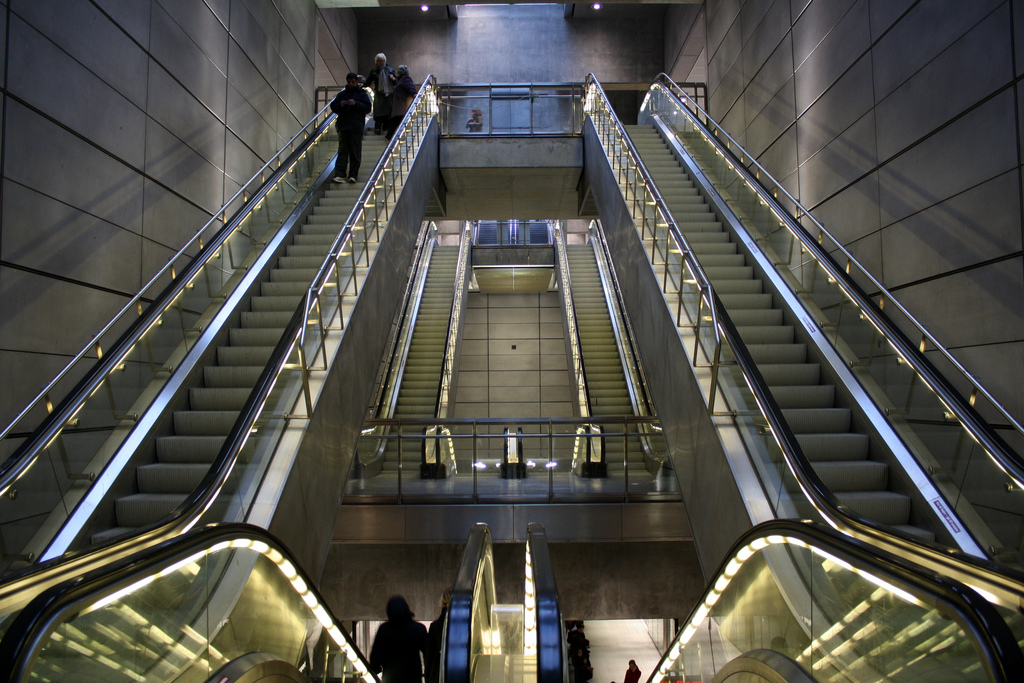
Accès au métro.